# Banjarmasin
Banjarmasin är en stad på sydöstra Borneo i Indonesien. Den är administrativ huvudort för provinsen Kalimantan Selatan och har cirka 700 000 invånare. 
Staden ligger på en ö i floddeltat nära den plats där floderna Barito och Martapura möts. Staden är omgiven av floder av varierande storlek och längd, varav de största är Martapura och Negara. På grund av detta kallas staden "Flodstaden". Banjarmasin är en viktig hamnstad, och ligger centralt till i det resursrika Baritoområdet. Från Banjarmasin utskeppas gummi, peppar, timmer, olja, kol, guld och diamanter. Staden har ett stort oljeraffinaderi och kolgruvor och sågverk finns i området. 
På 1300-talet var Banjarmasin del av det hinduiska kungadömet Madjapahit, men i slutet av 1400-talet övertogs området av muslimska härskare. Nederländerna började bedriva handelsverksamhet i området år 1606. Britterna kontrollerade hamnen under flera kortare perioder. År 1787 blev Banjarmasin ett nederländskt protektorat.